# Talmente donna (More Than a Woman)
Talmente donna (More Than a Woman) è un singolo dei Ridillo pubblicato nel 2008.
Il brano è tratto dall'album Soul assai brillante ed è stato distribuito intorno al novembre 2007 come CD singolo promozionale, per poi venire reso disponibile commercialmente in formato digitale su iTunes dal 6 giugno 2008. Si tratta della cover in italiano del grande successo More Than a Woman dei Bee Gees e dei Tavares tratto dalla colonna sonora de La febbre del sabato sera, con il testo già cantato da I Profeti nel 1999. Felice Natale è un vivace medley in chiave funky di alcuni brani natalizi.

## Tracce
Download digitale
1. Talmente donna (More Than a Woman) (radio edit) - 3:28
2. Talmente donna (More Than a Woman) - 3:57
3. Felice Natale (White Christmas Medley) - 2:33